# Natalia Kordiak
Natalia Kordiak – polska wokalistka jazzowa pochodząca z Łodzi. Absolwentka Akademii Muzycznej im. Karola Szymanowskiego w Katowicach i Policealnego Studium Jazzu im. Henryka Majewskiego w Warszawie. Laureatka międzynarodowego konkursu dla śpiewających muzyków Grand Prix Voicingers 2018. Ze swoim kwintetem zdobyła drugą nagrodę na konkursie Tarnów Jazz Contest 2017 oraz wyróżnienia na Blue Note Poznań Competition 2017. Jesienią 2019, nakładem słowackiej wytwórni płytowej Hevhetia, ukazał się debiutancki album zatytułowany Bajka. Kordiak otrzymała nominację do Fryderyka 2020 w kategorii «Fonograficzny Debiut Roku - Jazz». W marcu 2023 pod szyldem Fundacji Słuchaj! ukazała się druga płyta Quintetu Ytinamuh (nagrana w niezmienionym składzie, lecz sygnowana wyłącznie nazwiskiem wokalistki).

## Natalia Kordiak Quintet
- Natalia Kordiak - śpiew
- Przemysław Chmiel - saksofony tenorowy i sopranowy
- Mateusz Kołakowski - fortepian
- Alan Wykpisz - kontrabas
- Grzegorz Pałka - perkusja

## Dyskografia
Albumy
| Tytuł                           | Dane dot. albumu                                   |
| ------------------------------- | -------------------------------------------------- |
| Natalia Kordiak Quintet - Bajka | - Data: 11 października 2019 - Wydawca: Hevhetia   |
| Natalia Kordiak - Ytinamuh      | - Data: 17 marca 2023 - Wydawca: Fundacja Słuchaj! |